# Communauté de communes Aure 2008
Pour les articles homonymes, voir Aure.
La communauté de communes Aure 2008 est une ancienne communauté de communes française, située dans le département des Hautes-Pyrénées et la région Occitanie.

## Historique
Création le 29 décembre 2008 (Arrêté préfectoral).
Dissoute le 31 décembre 2016, elle est intégrée dans la communauté de communes Aure Louron.

## Composition
Elle était composée des communes suivantes :
| Nom                       | Code Insee | Gentilé                          | Superficie (km2) | Population (dernière pop. légale) | Densité (hab./km2) |
| ------------------------- | ---------- | -------------------------------- | ---------------- | --------------------------------- | ------------------ |
| Saint-Lary-Soulan (siège) | 65388      | Saint-Laryens ou Saint-Hilariens | 90,97            | 873 (2014)                        | 9,6                |
| Vignec                    | 65471      | Vignecois                        | 6,42             | 228 (2014)                        | 36                 |
| Tramezaïgues              | 65450      |                                  | 34,96            | 32 (2014)                         | 0,92               |

## Démographie
| 2009 | 2011  |
| ---- | ----- |
| -    | 1 134 |

## Liste des Présidents successifs
| Période                                  | Période | Identité       | Étiquette | Qualité |
| ---------------------------------------- | ------- | -------------- | --------- | ------- |
| 2008                                     | 2016    | Jean-Henri Mir |           |         |
| Les données manquantes sont à compléter. |         |                |           |         |

## Compétences

### Compétences obligatoires
1. Aménagement de l’espace
  - Élaboration d’un plan de gestion des zones intermédiaires et des estives,
  - Élaboration d’un schéma de cohérence territoriale traitant en particulier sur une réflexion en vue de l’utilisation équilibrée de l’espace communautaire sur le long terme (SCOT),
  - Élaboration et approbation d’une charte de Pays en lieu et place des communes membres,
  - Signature des contrats portant sur les politiques d’aménagement et de développement en application des procédures de contractualisation européennes, nationales, régionales et départementales (adhésion à une structure de pays)
2. Actions de développement économique et touristique
  - Mise en place et gestion d’un office de tourisme intercommunal pour l’accueil et la promotion du territoire communautaire,
  - Aménagement, création et entretien des chemins et des sentiers ruraux d’intérêt communautaire (voir annexe),
  - Assistance aux créateurs d’entreprise dans leurs démarches, promotion économique et prospection en vue de l’accueil d’entreprises.

### Compétences optionnelles
- Protection et mise en valeur de l’environnement
  - Mise en place d’un agenda 21 : lutte contre les effets de serre et préservation de la biodiversité, actions de communication et de sensibilisation,
  - Collecte et traitement des déchets ménagers et assimilés

### Sources
- Banatic (Base nationale sur l'intercommunalité)
- Arrêté préfectoral n°2008364-04